# 马克特瓦尔德
马克特瓦尔德是德国巴伐利亚州的一个市镇。总面积30.81平方公里，总人口2273人，其中男性1178人，女性1095人（2011年12月31日），人口密度74人/平方公里。